# Campeonato Pan-Americano de Ginástica de 2001
O Campeonato Pan-Americano de Ginástica de 2001 foi realizado em Cancún, México, de 2 a 7 de outubro de 2001.

## Medalhistas

### Ginástica artística
| Evento              | Ouro                                                                            | Prata                                                                             | Bronze                                                                          |
| ------------------- | ------------------------------------------------------------------------------- | --------------------------------------------------------------------------------- | ------------------------------------------------------------------------------- |
| Masculino           |                                                                                 |                                                                                   |                                                                                 |
| Equipes             | Cuba · Eric López · Charles Tamayo · Lazaro Lamelas · Michel Brito              | Estados Unidos · Todd Thornton · Kris Zimmerman · Guard Young · Daniel Diaz-Luong | Porto Rico · Luis Vargas · Diego Lizardi ·                                      |
| Individual geral    | Eric López (CUB)                                                                | Charles Tamayo (CUB)                                                              | Luis Vargas (PUR)                                                               |
| Solo                | Michel Conceição (BRA)                                                          | Eric López (CUB) Michel Brito (CUB)                                               | —                                                                               |
| Cavalo com alças    | Luis Vargas (PUR)                                                               | Eric López (CUB)                                                                  | Carycel Briceno (VEN)                                                           |
| Argolas             | Eric López (CUB)                                                                | Charles Tamayo (CUB)                                                              | Regulo Carmona (VEN)                                                            |
| Salto               | Charles Tamayo (CUB)                                                            | Eric López (CUB)                                                                  | Todd Thornton (USA)                                                             |
| Barras paralelas    | Eric López (CUB)                                                                | Jorge Giraldo (COL)                                                               | Kris Zimmerman (USA)                                                            |
| Barra fixa          | Jesús Romero (COL)                                                              | Lazaro Lamelas (CUB)                                                              | Luis Vargas (PUR)                                                               |
| Feminino            |                                                                                 |                                                                                   |                                                                                 |
| Equipes             | Estados Unidos · Tasha Schwikert · Mohini Bhardwaj · Tabitha Yim · Katie Heenan | Brasil · Daiane dos Santos · Daniele Hypólito · Camila Comin · Heine Araújo       | Cuba · Janerki de la Peña · Leyanet Gonzalez · Yumaili Aguilar · Mónica La Rosa |
| Individual geral    | Tasha Schwikert (USA)                                                           | Mohini Bhardwaj (USA)                                                             | Tabitha Yim (USA)                                                               |
| Salto               | Janerki de la Peña (CUB)                                                        | Tasha Schwikert (USA)                                                             | Daiane dos Santos (BRA)                                                         |
| Barras assimétricas | Tasha Schwikert (USA)                                                           | Katie Heenan (USA)                                                                | Romina Mazzoni (ARG)                                                            |
| Trave               | Tabitha Yim (USA)                                                               | Tasha Schwikert (USA)                                                             | Camila Comin (BRA)                                                              |
| Solo                | Daiane dos Santos (BRA)                                                         | Tasha Schwikert (USA)                                                             | Daniele Hypólito (BRA)                                                          |

### Ginástica rítmica
| Evento               | Ouro                                                                  | Prata                                             | Bronze                                                          |
| -------------------- | --------------------------------------------------------------------- | ------------------------------------------------- | --------------------------------------------------------------- |
| Equipes              | Estados Unidos · Shayna Javornicky · Olga Karmansky · Stefanie Croyle | México · Aicela Rosado · Maria Gamboa · Effy Lugo | Argentina · Anahí Sosa · Antonella Yacobelli · Romina Rosensajn |
| Individual geral     | Olga Karmansky (USA)                                                  | Shayna Javornicky (USA)                           | Aicela Rosado (MEX)                                             |
| Grupos               | Brasil                                                                | Cuba                                              | Argentina Venezuela                                             |
| Bola                 | Aicela Rosado (MEX)                                                   | Maria Gamboa (MEX)                                | Olga Karmansky (USA)                                            |
| Maças                | Anahí Sosa (ARG)                                                      | Aicela Rosado (MEX)                               | Shayna Javornicky (USA)                                         |
| Arco                 | Olga Karmansky (USA)                                                  | Anahí Sosa (ARG)                                  | Stefanie Croyle (USA)                                           |
| Fita                 | Aicela Rosado (MEX)                                                   | Anahí Sosa (ARG)                                  | Olga Karmansky (USA)                                            |
| Grupo cordas e bolas | Brasil                                                                | Cuba                                              | Argentina                                                       |
| Grupo maças          | Brasil                                                                | Cuba                                              | Argentina                                                       |

## Quadro de medalhas
| Pos.               | País               | Ouro | Prata | Bronze | Total |
| ------------------ | ------------------ | ---- | ----- | ------ | ----- |
| 1                  | Estados Unidos     | 7    | 7     | 7      | 21    |
| 2                  | Cuba               | 6    | 10    | 1      | 17    |
| 3                  | Brasil             | 5    | 1     | 3      | 9     |
| 4                  | México             | 2    | 3     | 1      | 6     |
| 5                  | Argentina          | 1    | 2     | 5      | 8     |
| 6                  | Colômbia           | 1    | 1     | 0      | 2     |
| 7                  | Porto Rico         | 1    | 0     | 3      | 4     |
| 8                  | Venezuela          | 0    | 0     | 3      | 3     |
| Total (8 entradas) | Total (8 entradas) | 23   | 24    | 23     | 70    |